# Sylvietta leucophrys
El crombec cejiblanco (Sylvietta leucophrys) es una especie de ave paseriforme de la familia Macrosphenidae propia del este de África.

## Taxonomía
El crombec cejiblanco fue descrito científicamente en 1891 por Richard Bowdler Sharpe. 
Se reconocen tres subespecies:
- S. l. leucophrys - se encuentra en el oeste de Uganda y Kenia;
- S. l. chloronota - presente en el este de la República Democrática del Congo, suroeste de Uganda y Tanzania;
- S. l. chapini - endémica de la meseta Lendu, noreste de la República Democrática del Congo.

## Distribución y hábitat
Se le encuentra en Burundi, República Democrática del Congo, Kenia, Ruanda, Tanzania, y Uganda. Habita en los bosques montanos tropicales del rift Albertino.